# Sarothamnus multiflorus
Sarothamnus multiflorus là một loài thực vật có hoa trong họ Đậu. Loài này được (Aiton) G. Sampaio miêu tả khoa học đầu tiên năm 1934.